# Puerto de La Estaca
El Puerto de La Estaca es el principal puerto de la isla de El Hierro (Canarias), España. Es la vía de entrada a la isla por el mar, siendo el único puerto de la misma donde atracan buques de pasajeros. Está ubicado en el municipio de Valverde. Pese a funcionar como puerto de pasajeros, se trataba inicialmente de un refugio pesquero de escasas dimensiones. Junto al puerto se encuentra la Playa del Varadero.
A diferencia de las otras islas, la capital de El Hierro, Valverde, no se encuentra a nivel del mar, por lo que el puerto de La Estaca es un barrio costero que se encuentra a más de 7 kilómetros del centro municipal. Alrededor del puerto se generó un pequeño núcleo poblacional que en el año 1991 contaba con 140 habitantes y en 2007 con 125 habitantes.
Su contraseña es la de la provincia marítima de Tenerife a la que pertenece.

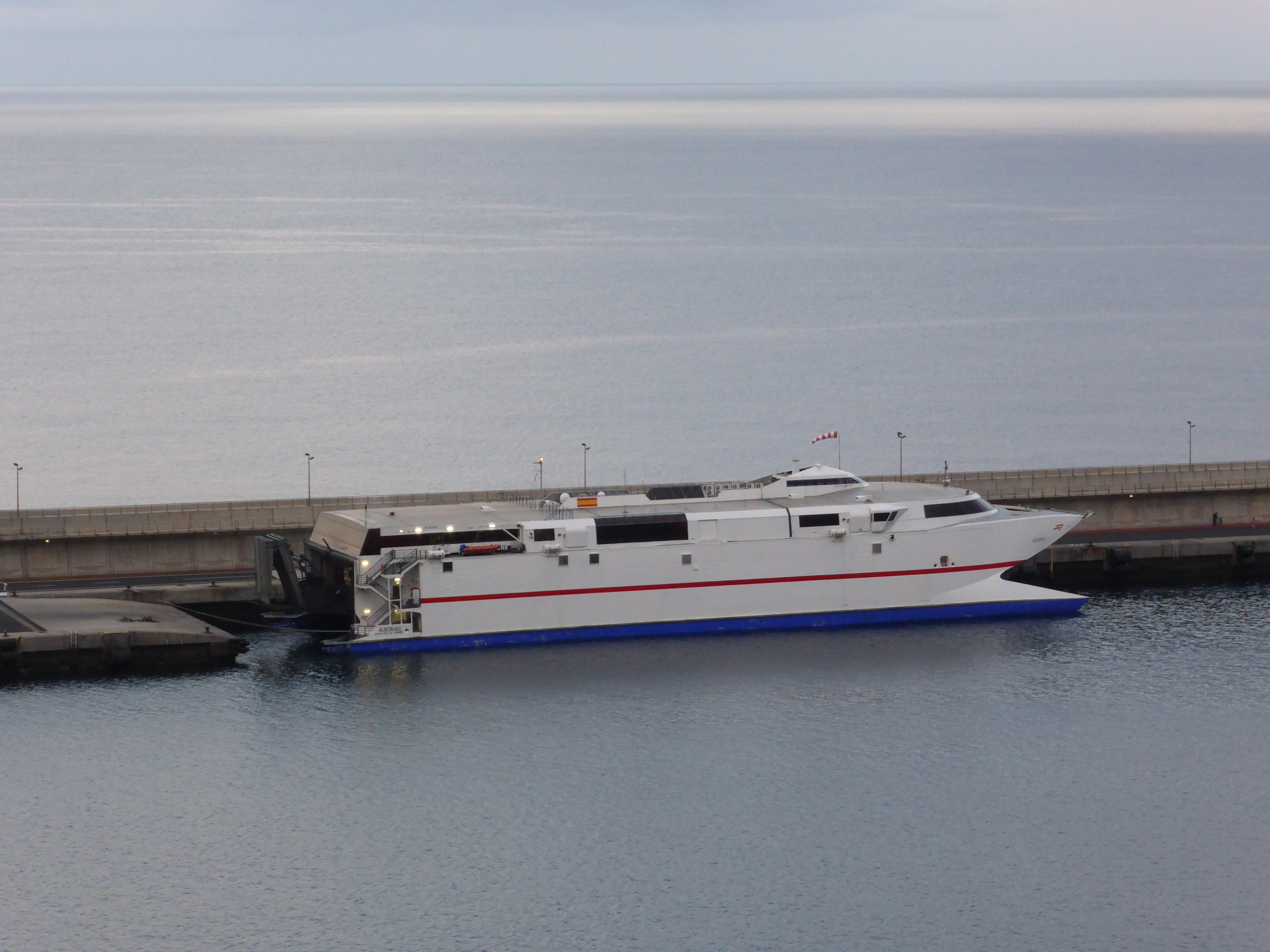
El ferry catamarán Alborán, atracado en el puerto herreño.

Desde marzo de 2014, al Puerto de la Estaca arriba el ferry catamarán Alborán, que realiza la línea "Los Cristianos (sur de Tenerife) - Puerto de la Estaca". Este buque rápido es operado por la compañía Naviera Armas. Fue construido en Tasmania, Australia, en 1999, por Incat (número de construcción 052). Desde 2001 es propiedad de Acciona Trasmediterránea, y en 2014 está fletado por Naviera Armas. Tiene capacidad para casi 900 personas. Su puerto de matrícula era Algeciras, pero desde 2014 es Santa Cruz de Tenerife.